# Vejlby Sogn (Middelfart Kommune)
 For alternative betydninger, se Vejlby Sogn. (Se også artikler, som begynder med Vejlby Sogn)
Vejlby Sogn er et sogn i Middelfart Provsti (Fyens Stift).
I 1800-tallet hørte Vejlby Sogn til Vends Herred i Odense Amt. Vejlby var en selvstændig sognekommune. Men da Strib-Røjleskov Sogn i 1918 blev udskilt fra Vejlby Sogn og Røjleskov blev et kirkedistrikt i Strib Sogn, kom sognekommunen til at hedde Vejlby-Strib. Den blev inkl. kirkedistriktet indlemmet i Middelfart Kommune ved kommunalreformen i 1970.
I Vejlby Sogn ligger Vejlby Kirke.
I sognet findes følgende autoriserede stednavne:
- Aulby (bebyggelse, ejerlav)
- Brogårde (bebyggelse)
- Børndal (bebyggelse)
- Hegelund (bebyggelse)
- Klintholm (bebyggelse)
- Kogager (bebyggelse)
- Korsbjerg (bebyggelse)
- Kustrup (bebyggelse, ejerlav)
- Langager (bebyggelse)
- Lerbjerg (bebyggelse)
- Munkegårde (bebyggelse)
- Møllemade (areal)
- Røjle (bebyggelse, ejerlav)
- Røjle Tårup (bebyggelse)
- Staurby (bebyggelse, ejerlav)
- Vejlby (bebyggelse, ejerlav)
- Vejlby Fed (bebyggelse)
- Vejlbyskov (bebyggelse)